# Seznam trboveljskih duhovnikov
Seznam trboveljskih duhovnikov zajema vse duhovnike, ki so vodilno delovali v Trbovljah ali so iz Trbovelj izšli in je urejen kronološko. Navedeni so vsi znani duhovniki, ki so delovali in delujejo na območju župnij Trbovlje - Sveti Martin in Sveta Marija od leta 1330 naprej, ter vsi novomašniki od leta 1808 do danes. Do leta 1943 je Občina Trbovlje in z njo Župnija Trbovlje obsegala tudi del današnje Občine in župnije Hrastnik.

## Trbovlje pod župnijo Braslovče (1330 - 1684)
Trboveljsko Cerkev je pod župnijo Braslovče zastopal stalni vikar (kaplan, ki je zastopal župnika), ki je bil nameščen v Trbovljah. Kot prvi stalni duhovnik v Trbovljah se ok. leta 1330 omenja Nikolaj iz Bavarskega Gradca, zadnji vikar pa je bil Jurij Volčin.
| Ime in priimek                  | Položaj                               | Začetek delovanja | Konec delovanja                  | Opombe                                                                                               |
| ------------------------------- | ------------------------------------- | ----------------- | -------------------------------- | --- |
| Nikolaj iz bavarskega Gradca    | stalni kaplan braslovškega pražupnika | ok. 1330          |                                  | Omenja se kot prvi duhovnik v Trbovljah.                                                             |
| Albert iz Bistrice pri Pliberku | stalni vikar                          | 1350              |                                  | |
| Gregor iz Kamnika               | kaplan                                |                   |                                  | |
| Andrej                          | vikar                                 | 1500              |                                  | |
| Ivan (Hans) Sudlar              | vikar                                 | 1519              | 1548                             | |
| Andrej Cibavit                  | vikar                                 | 1521, 1526        |                                  | |
| Ivan (Hans) Sudlar, drugič      | vikar                                 | 1533, 1548        |                                  | Leta 1545 se Trbovlje prvič omenjajo kot župnija vendar so še vedno odgovorne braslovški pražupniji. |
| Ahac Isenhausen                 | vikar                                 | 1548              |                                  | Nadomesti umrlega Ivana Sudlarja.                                                                    |
| Tomaž Sommersberger             | vikar                                 | 1550              |                                  | Od leta 1553 župnik v Skalisu.                                                                       |
| Andrej Pavlič                   | vikar                                 | 1560              |                                  | |
| Andrej Dirnberger               | vikar                                 | 1582              | resigniral 1608, odstavljen 1611 | |
| Pavel Šalovec                   | vikar                                 | 1610              | 1613                             | |
| Jurij Komar                     | vikar                                 | 1613              | 1632                             | |
| Valentin Korvin                 | kaplan                                | 1613              | 1615                             | |
| Mihael Selzacher                | kaplan                                | 1615              |                                  | |
| Blaž Habricij                   | kaplan                                |                   | 1616                             | |
| Matija Bec                      | vikar                                 | 1632              | 1642                             | |
| Matija Glosar                   | vikar                                 | 1643              | 1646                             | |
| Peter Tomažin                   | vikar                                 | 1647              | 1649                             | |
| Matija Bec (drugič)             | vikar                                 | 1652              | 1653                             | |
| Ivan Baptist Cigule             | vikar                                 | 1653              | 1658                             | |
| Urban Spruk                     | vikarjev kooperator                   | 1658              |                                  | |
| Matija Prešeren                 | vikar                                 | 1668              | 1677                             | |
| Gašper Černetič                 | vikar                                 | 1680              | 1681                             | |
| Jurij Volčin                    | vikar                                 | 1681              | 1683                             | |

## Trbovlje pod lastno župnijo
Leta 1684 se je od braslovške pražupnije odcepila Župnija Trbovlje s sedežem pri Sv. Martinu. Prvi trboveljski župnik je bil Jožef Pavel Janežič, zadnji pred ustanovitvijo trboveljske župnije Sv. Marija pa Franc Mlakar, ki je nato postal prvi župniki Župnije Sv. Marija, katere zadnji župnik pred soupravo je bil Peter Marčun; od leta 2014 sta župniji v soupravi enega župnika.
Kaplani so navedeni poševno.

### Župniki Župnije Sv. Martin (do souprave)
| Slika             | Ime in priimek              | Položaj                    | Začetek delovanja          | Konec delovanja                                                                                  | Opombe |
| ----------------- | --------------------------- | -------------------------- | -------------------------- | ------------------------------------------------------------------------------------------------ | --- |
|                   | Jožef Pavel Janežič         | župnik                     | 1684                       | 1891                                                                                             | |
|                   | Marko Volčin                | župnikov kooperator        | 1682                       | 1691                                                                                             | |
|                   | Karel Schaffer              | vikar                      | 1704                       |                                                                                                  | |
|                   | Ivan Martin Sagar           | župnik                     | 1715                       | 1735                                                                                             | Prvi stalni trboveljski župnik, pokopan v Trbovljah ob cerkvi sv. Martina.                                            |
|                   | Mihael Krellius Krelj       | župnik                     | 1737                       | 1742                                                                                             | |
|                   | Jakob Klemenčič             | župnik                     | 1742                       | 1743                                                                                             | Pokopan v Trbovljah.                                                                                                  |
|                   | Jurij Aristovnik            | župnik                     | 1744                       | 1749                                                                                             | |
|                   | Jožef Karel Martinuzzi      | župnik                     | 1750                       | 1753                                                                                             | |
|                   | Matija Ahačič               | župnik                     | 1753                       | 1762                                                                                             | 7. 4. 1762 pokopan v cerkvi Sv. Nikolaja v Lokah v Trbovljah                                                          |
|                   | Anton Doliner (Dolinar)     | župnik                     | 1762                       | 17. december 1764                                                                                | |
|                   | Martin Rančigaj             | župnik                     | 7. april 1772              | 24. 2. 1806 (odstop)                                                                             | Upokojen umrl 12. oktobra 1815 v Trbovljah.                                                                           |
|                   | Ivan Jurij Pogačnik         | župnik                     | 1772                       | 1806                                                                                             | |
|                   | Jakob Koestl                | župnik                     | 19. julij 1806             | 28. november 1832                                                                                | Umre 20. januarja 1833, kasneje pokopan v cerkvi Sv. Nikolaja v Lokah v Trbovljah.                                    |
|                   | Franc Grošl                 | župnik                     | 23. april 1833             | 1. november 1849                                                                                 | Odšel v pokoj zaradi bolezni, umrl leta 1854 v Vojniku.                                                               |
|                   | Jožef Hašnik                | župnik                     | 25. februar 1849           | 29. 11. 1869                                                                                     | Umrl v Šentjuriju pri Celju, kjer je pokopan.                                                                         |
|                   | Matija Stagoj               | župnik                     | 1. februar 1869            | 19. januar 1886                                                                                  | Umrl v Trbovljah. |
|                   | Peter Erjavec               | župnik                     | 1. maj 1886                | 13. februar 1913                                                                                 | Umrl v Trbovljah. |
|                   | Pankracij Gregorc           | kaplan                     | 1892                       | 1897                                                                                             | Ustanovil pevsko društvo Zvon, ki je pomenil prvo pevsko zasedbo v Trbovljah na tako sakralnem kot profanem področju. |
|                   | Matevž Mežnarič             | kaplan                     | 1897                       | 1898                                                                                             | |
|                   | Fortunant Kovčan            | kaplan                     | 1898                       | 1904                                                                                             | |
|                   | Jožef Šribar                | kaplan                     | 1902                       | 1913                                                                                             | |
|                   | Jakob Rabusa                | kaplan                     | 1904                       | 1910                                                                                             | |
|                   | Vincenc Žolgar              | kaplan                     | 1904                       | 1908                                                                                             | |
|                   | Jožef Tratnik               | kaplan                     | 1905                       | 1906                                                                                             | |
|                   | Anton Bevk                  | kaplan                     | 1906                       | 1907                                                                                             | |
|                   | Franc Strmšek               | kaplan                     | 1906                       | 1916                                                                                             | |
|                   | Jožef Lončarič              | kaplan                     | 1908                       | 1914                                                                                             | |
|                   | Jožef Pečnak                | kaplan                     | 1908                       | 1913                                                                                             | |
|                   | Nikolaj Jamšek              | kaplan                     | 1908                       | 1914                                                                                             | |
|                   | Franc Lukman                | kaplan                     | 1913                       | 1914                                                                                             | |
|                   | Franc Časl                  | župnik                     | 1. julij 1913              | 1. marec 1924                                                                                    | Začetnik peš romanj v Petrovče in na Sv. Planino.                                                                     |
|                   | Pavel Žagar                 | kaplan                     | 1914                       | 1914                                                                                             | |
|                   | Karol Malajner              | kaplan                     | 1914                       | 1916                                                                                             | |
|                   | Rudolf Fril                 | kaplan                     | 1915                       | 1917                                                                                             | |
|                   | Jožef Petrovič              | kaplan                     | 1916                       | 1919                                                                                             | |
|                   | Jožef Dušič                 | kaplan                     | 1917                       | 1918                                                                                             | |
|                   | Jožef Žmavc                 | kaplan                     | 1918                       | 1926                                                                                             | |
|                   | Martin Gorogranc            | kaplan                     | 1919                       | 1940                                                                                             | Zatem deloval kot župnik.                                                                                             |
|                   | Franc Urleb                 | kaplan                     | 1920                       | 1922                                                                                             | |
|                   | Jožef Šketa                 | kaplan                     | 1921                       | 1924                                                                                             | |
|                   | Anton Radanovič             | kaplan                     | 1922                       | 1929                                                                                             | |
|                   | Franc Skale                 | kaplan                     | 1924                       | 1924                                                                                             | |
|                   | Matija Medvešek             | kaplan                     | 1924                       | 1935                                                                                             | |
|                   | Jakob Gašparič              | župnik                     | 1925                       | 1940                                                                                             | Umrl in pokopan v Trbovljah.                                                                                          |
|                   | Friderik Ratej              | kaplan                     | 1926                       | 1945                                                                                             | |
|                   | Anton Boštele               | kaplan                     | 1929                       | 1931                                                                                             | |
|                   | Alojzij Žalar               | kaplan                     | 1929                       | 1937                                                                                             | |
|                   | Franc Korban                | kaplan                     | 1931                       | 1937                                                                                             | |
|                   | Ludvik Prelog               | kaplan                     | 1934                       | 1937                                                                                             | |
|                   | Franc Kač                   | kaplan                     | 1935                       | 1941                                                                                             | |
|                   | Alojzij Kozar               | kaplan                     | 1937                       | 1938                                                                                             | |
|                   | Jože Škorjanc               | kaplan                     | 1937                       | 1941                                                                                             | |
|                   | Vilko Videčnik              | kaplan                     | 1938                       | 1940                                                                                             | |
|                   | Martin Gorogranc            | župnik                     | 1940                       | 1951 (de facto), 1959 (de jure)                                                                  | Župnijo je dejansko vodil le do leta 1951, ko je bil izgnan iz Trbovelj.                                              |
|                   | Adolf Volasko               | kaplan                     | 1940                       | 1951                                                                                             | |
|                   | Adolf Pikl                  | kaplan                     | 1941                       | 1941                                                                                             | |
|                   | Avgust Štancer              | kaplan                     | 1941                       | 1941                                                                                             | |
|                   | Franc Zagradišnik           | kaplan                     | 1945                       | 1951                                                                                             | |
| Franc Zagradišnik | vikar, župnijski upravitelj | 1951 (prvič) 1959 (drugič) | 1959 (prvič) 1961 (drugič) | Kot vikar nadomestil izgnanega Gorogranca. Umrl v trboveljski bolnišnici, pokopan v Novi Štifti. | |
|                   | Jože Lodrant                | kaplan                     | 1951                       | 1954                                                                                             | |
|                   | Janez Medved                | kaplan                     | 1953                       | 1957                                                                                             | |
|                   | Stanko Ojnik                | kaplan                     | 1957                       | 1960                                                                                             | |
|                   | Viljem Pangerl              | kaplan                     | 1958                       | 1961                                                                                             | Zatem deloval kot župnik.                                                                                             |
|                   | Janez Novak                 | kaplan                     | 1961                       | 1964                                                                                             | |
|                   | Jože Vratanar               | kaplan                     | 1961                       | 1962                                                                                             | |
|                   | Viljem Pangerl              | vikar, župnik              | 1962                       | 1983                                                                                             | Leta 1998 umrl v Mariboru, pokopan v Vojniku.                                                                         |
|                   | Marjan Rozman               | kaplan                     | 1962                       | 1963                                                                                             | |
|                   | Leopold Selčan              | kaplan                     | 1964                       | 1967                                                                                             | |
|                   | Ivan Pajk                   | kaplan                     | 1964                       | 1967                                                                                             | |
|                   | Mihael Ignatijev            | kaplan                     | 1965                       | 1970                                                                                             | |
|                   | Bogdan Štiberc              | kaplan                     | 1967                       | 1969                                                                                             | |
|                   | Rudolf Ficko                | kaplan                     | 1969 (prvič) 1973 (drugič) | 1972 (prvič) 1977 (drugič)                                                                       | |
|                   | Marjan Peršak               | kaplan                     | 1975                       | 1977                                                                                             | |
|                   | Avguštin Raščan             | kaplan                     | 1977                       | 1979                                                                                             | |
|                   | Ivan Koren                  | kaplan                     | 1979                       | 1983                                                                                             | |
|                   | Anton Fras                  | vikar, namestnik           | 1982                       | 1983                                                                                             | |
|                   | Franc Mlakar                | župnik                     | 1983                       | 2000                                                                                             | Leta 2000 se prestavi v novoustanovljeno župnijo Sv. Marija.                                                          |
|                   | Franc Brunšek               | kaplan                     | 1983                       | 1984                                                                                             | |
|                   | Zvone Podvinski             | kaplan                     | 1984                       | 1987                                                                                             | |
|                   | Danijel Slatinek            | kaplan                     | 1987                       | 1991                                                                                             | |
|                   | Ivan Platovnjak             | kaplan                     | 1991                       | 1993                                                                                             | |
|                   | Zoran Koren                 | kaplan                     | 1993                       | 1994                                                                                             | |
|                   | Jože Muršec                 | kaplan                     | 1994                       | 1995                                                                                             | |
|                   | Stanislav Žlof              | kaplan                     | 1995                       | 1999                                                                                             | |
|                   | Franc Pelc                  | kaplan, duhovni pomočnik   | 1993                       | 10. 11. 2015                                                                                     | |
|                   | Jože Škofič                 | župnik                     | 2000                       | 2005                                                                                             | |
|                   | Ivan Šelih                  | župnijski upravitelj       | 2005                       | 2010                                                                                             | |
|                   | Amadej Jazbec               | župnik                     | 2010                       | februar 2016 (suspenz)                                                                           | Poleg župnije Sv. Martin prevzel še vodenje župnije Sv. Marija.                                                       |

### Župniki župnije Sv. Marija (do souprave)
| Slika | Ime in priimek | Položaj | Začetek delovanja | Konec delovanja | Opombe                                                                  |
| ----- | -------------- | ------- | ----------------- | --------------- | ----------------------------------------------------------------------- |
|       | Franc Mlakar   | župnik  | 2000              | 2011            | Leta 2000 se prestavi v novoustanovljeno župnijo Sv. Marija.            |
|       | Peter Marčun   | župnik  | 2011              | 2014            | S 1. avgustom 2014 Amadej Jazbec sprejme župnijo Sv. Marija v soupravo. |

### Trboveljski župniji v soupravi
Od leta 2014 dalje sta župniji Sv. Martin in Sv. Marija v soupravi. Leta 2022 sta pod upravo trboveljskega župnika prešli še župniji Hrastnik in Dol pri Hrastniku. 
| Slika | Ime in priimek | Položaj              | Začetek delovanja                   | Konec delovanja        | Opombe |
| ----- | -------------- | -------------------- | ----------------------------------- | ---------------------- | --- |
|       | Amadej Jazbec  | župnik               | 2010 (Sv. Martin) 2014 (Sv. Marija) | februar 2016 (suspenz) | Poleg župnije Sv. Martin prevzel še vodenje župnije Sv. Marija.                                                                         |
|       | Rok Metličar   | župnijski upravitelj | 23. februar 2016                    | 1. avgust 2016         | Začasni upravitelj po Jazbečevem suspenzu.                                                                                              |
|       | Tomaž Šojč     | župnijski upravitelj | 1. avgust 2016                      | 31. julij 2022         | |
|       | Matej Dečman   | župnik               | 1. avgust 2022                      | sedanji župnik         | Poleg obeh trboveljskih župnij upravlja še župniji Hrastnik in Dol. Med letoma 2022 in 2025 je bil tudi mentor vikarju Gregorju Majcnu. |
|       | Gregor Majcen  | kaplan (vikar)       | 1. avgust 2022                      | 31. julij 2025         | S 1. avgustom 2025 je prevzel vlogo župnika v župnijah Loka pri Zidanem Mostu, Marija Širje - Zidani Most in Razbor pod Lisco.          |

## Trboveljski novomašniki
| Slika | Ime in priimek               | Datum rojstva      | Datum in kraj nove maše                |
| ----- | ---------------------------- | ------------------ | -------------------------------------- |
|       | Janez Nepomuk Čamer          | 29. april 1783     | 1808, Šentandraž                       |
|       | p. Joahim (Jožef) Svetič OFM | 21. september 1866 | 1893, Gorica                           |
|       | Anton Cestnik                | 30. november 1868  | 1891                                   |
|       | p. Henrik (Mirko) Putrih CAP | 14. julij 1872     | 1896, Gorica                           |
|       | Albin Slavec (Lubri)         | 31. januar 1878    | 1902, Trbovlje                         |
|       | Jurij Šumer                  | 22. april 1878     | 1905, Trbovlje                         |
|       | Viktor Ramšak                | 25. julij 1909     | 1934, Trbovlje                         |
|       | Alojzij Kurent               | 18. april 1912     | 1937, Trbovlje                         |
|       | Ivan Povh                    | 19. januar 1914    | 1940, Trbovlje                         |
|       | Alojzij Žagar                | 12. maj 1919       | 1944, Ljubljana, ponovitev v Trbovljah |
|       | p. Mavricij Zupan, OFM       | 27. maj 1914       | 1947, Kostanjevica pri Gorici          |
|       | Ivan Smrekar                 | 6. april 1920      | 1949, Sevnica                          |
|       | Alojzij Drobež               | 21. april 1927     | 1951, Ljubljana, ponovitev v Trbovljah |
|       | Martin Cirar                 | 1. januar 1947     | 1972, Trbovlje                         |
|       | Viljem Celec                 | 17. avgust 1949    | 1976, Zagorje, ponovitev v Trbovljah   |
|       | Matjaž Roter                 | 24. februar 1978   | 2003, Trbovlje, Sv. Marija             |
|       | Janez Rus                    | 31. marec 1980     | 2011, Trbovlje, Sv. Martin             |